# Podostemum muelleri
Podostemum muelleri là một loài thực vật có hoa trong họ Podostemaceae. Loài này được Warm. miêu tả khoa học đầu tiên năm 1888.